# 短柱银莲花
短柱银莲花（学名：Anemone brevistyla）是毛茛科银莲花属的植物，是中国的特有植物。分布在中国大陆的四川等地，生长于海拔2,500米的地区，一般生长在山地，目前尚未由人工引种栽培。